# Макконэки, Кларк
Кларк Макко́нэки (англ. Clark McConachy, 1895—1980) — новозеландский профессиональный игрок в снукер и английский бильярд.
Кларк обладал удивительной стойкостью и выносливостью как спортсмен. На протяжении 66 лет (с 1914 по 1980) он оставался чемпионом Новой Зеландии по бильярду. Он также был победителем чемпионата мира с 1951 до 1968, пока не уступил чемпионское звание Рексу Уильямсу.
В 1932 и 1952 годах Макконэки занимал второе место на чемпионате мира по снукеру. А в 1951 на тренировке он сделал максимальный брейк.
Кларк Макконэки всегда был сторонником здорового образа жизни. Он никогда не курил и не пил, но зато каждый день устраивал пробежку в несколько километров, с чем связывают его долгожительство. Кларк был известен ещё и тем, что перед матчем на удачу часто ходил вокруг стола.

## Достижения в карьере
- Чемпион мира по бильярду — 1951—1968
- Чемпион Новой Зеландии по бильярду — 1914—1980
- Чемпионат мира по снукеру финалист — 1932, 1952